# Vương tôn nữ Beatrice xứ York
Vương tôn nữ Beatrice (Beatrice Elizabeth Mary; sinh vào ngày 8 tháng 8 năm 1988) là con gái đầu lòng của Vương tử Andrew, Công tước xứ York và Sarah Ferguson, và là cháu thứ năm của Nữ vương Elizabeth II. Cô là người xếp vị trí thứ 9 và là người phụ nữ thứ 3 trong Vương thất Anh có quyền thừa kế ngai vàng Vương quốc Anh và các vùng đất thuộc Khối Thịnh vượng chung.

## Thân thế và cuộc sống hoàng gia
Vương tôn nữ Beatrice xứ York sinh vào ngày 8 tháng 8 năm 1988, là con gái đầu lòng của Vương tử Andrew, Công tước xứ York với người vợ cũ Sarah Ferguson và là cháu nội của Nữ vương Elizabeth II và Vương phu Philip. Sau khi theo học tiểu học tại Thụy Sĩ, gia đình của cô quyết định đăng ký cho cô vào Trường Coworth Park. Tại đây, Beatrice kết thúc chương trình phổ thông của mình trễ hơn một năm do chứng loạn đọc (gặp khó khăn khi đọc sách) được mẹ phát hiện vào năm 1995.
Tháng 9 năm 2008, Beatrice đăng ký học tại Trường Goldsmiths College thuộc Đại học Luân Đôn chuyên ngành lịch sử. Cô thường được báo chí chú ý. Theo tục lệ Anh, cô chỉ có tước là Vương tôn nữ xứ York mà không có họ (surname). Từ lúc trưởng thành, cô bắt đầu có các hoạt động xã hội, từ thiện. Sống trong vương thất, cô cùng các anh chị em luôn nhận được sự bảo vệ cẩn mật và suốt ngày đêm của các cận vệ, kể cả khi tham gia các hoạt động xã hội.

## Tham gia các hoạt động
Mặc dù có tính cách khép kín nhưng Beatrice cũng thích theo chân mẹ tham gia các buổi từ thiện hay hoạt động xã hội. Cô từng theo học chương trình Springboard, giúp các trẻ em bị thiệt thòi có được trình độ học vấn nhất định. Beatrice còn sang Nga thăm trẻ em nhiễm HIV. Cô trở thành thành viên Vương thất đầu tiên du lịch không gian năm 2008, tham dự cuộc thi chạy London Marathon có tên "dây xích người" khổng lồ (cô trở thành thành viên Vương thất đầu tiên tham gia giải đấu này), tiếp kiến tiền đạo Theo Walcott và thậm chí là đi làm thêm ở cửa hàng quần áo.
Đã có lúc Beatrice không theo học tại các trường đại học danh tiếng mà quyết định theo nghề người mẫu, cho dù gặp phải phản ứng gay gắt từ chính bà nội tức là Nữ vương Elizabeth. Beatrice từng là người mẫu ảnh của tạp chí thời trang Tatler và được nhiều hãng thời trang tiếng tăm như Dior, Calvin Klein... để ý tới. Beatrice thậm chí còn chơi thân với thế giới thời trang và những siêu mẫu nổi tiếng như Kate Moss. Beatrice tốt nghiệp Trường St. George năm 2007. Báo chí đồn đại rằng Beatrice đang thân mật với David Clark, một nhân viên marketing của Hãng Richard Branson.
Beatrice cũng từng được mời đóng một vai nhỏ trong bộ phim "The Young Victoria", kể về người trị vì nước Anh thế kỷ 19. Nhân vật của Beatrice là thị nữ của Victoria của Anh thời trẻ và là vai không có lời thoại. Mẹ cô, bà Sarah Ferguson, là nhà sản xuất cùng Martin Scorsese.

## Vẻ đẹp
Cô từng được nhiều báo giới bình chọn là người có ngoại hình xinh đẹp, hấp dẫn trong giới quý tộc hay những người độc thân (những cuộc bình chọn này cô luôn chiếm được vị trí khả quan) Tạp chí Forbes từng công bố danh sách 13 gương mặt vương thất "hot" nhất thế giới gồm những nhân vật trẻ tuổi, quyến rũ và đã gây tiếng vang bởi những đám cưới xa xỉ, những quyển sách bán chạy, hay các thành tích thể thao nổi bật trong năm và Beatrice là người thứ 5 trong danh sách này

## Danh hiệu
- 8 tháng 8 năm 1988 - 17 tháng 7 năm 2020: Her Royal Highness Vương tôn nữ Beatrice xứ York Điện hạ
- 17 tháng 7 năm 2020 - nay: Her Royal Highness Vương tôn nữ Beatrice, Phu nhân Edoardo Mapelli Mozzi Điện hạ